# New Zealand Knights FC
Pour les articles homonymes, voir Knight.
Maillots
New Zealand Knights FC (anciennement Football Kingz Football Club) était le seul club de football professionnel de Nouvelle-Zélande. Basé à Auckland, il a évolué dans le championnat d'Australie de football NSL de 1999 à 2004 sous le nom de Football Kingz Football Club puis en A-League de 2005 à 2007.
Le club a été dissous en raison de ces mauvais résultats (deux fois dernier dans ce championnat sans relégation) et de son public peu nombreux. Les Knights ont été remplacés par un autre club néo-zélandais en A-League, les Wellington Phoenix.

## Historique
| Saison    | I  | Points | Journées | V  | N | D  | B.M. | B.P. | Diff. |
| 2006-2007 | 8  | 19 pts | 21       | 5  | 4 | 12 | 13   | 39   | -26   |
| 2005-2006 | 8  | 6 pts  | 21       | 1  | 3 | 17 | 15   | 47   | -32   |
| 2003-2004 | 13 | 15 pts | 24       | 4  | 3 | 17 | 25   | 51   | -16   |
| 2002-2003 | 11 | 24 pts | 24       | 6  | 6 | 12 | 26   | 45   | -19   |
| 2001-2002 | 13 | 15 pts | 24       | 3  | 5 | 28 | 58   | 51   | -30   |
| 2000-2001 | 8  | 43 pts | 30       | 12 | 7 | 11 | 52   | 52   | 0     |
| 1999-2000 | 8  | 50 pts | 34       | 15 | 5 | 14 | 57   | 59   | -2    |

## Entraîneurs

### Entraîneurs (NSL)
| N° | Pays | Nom           | Période   |
| -- | ---- | ------------- | --------- |
| 1  |      | Wynton Rufer  | 1999-2001 |
| 2  |      | Mike Petersen | 2001      |
| 3  |      | Shane Rufer   | 2001      |
| 4  |      | Kevin Fallon  | 2001-2002 |
| 5  |      | Ken Dugdale   | 2002-2003 |
| 6  |      | Tommy Mason   | 2003-2004 |

### Entraîneurs (A-League)
| N° | Pays | Nom            | Période   |
| -- | ---- | -------------- | --------- |
| 1  |      | John Adshead   | 2005-2006 |
| 2  |      | Paul Nevin     | 2006      |
| 3  |      | Barry Simmonds | 2006      |
| 4  |      | Ricki Herbert  | 2006-2007 |

## Anciens joueurs
- Wynton Rufer
- Glen Moss
- Mark Paston
- Kris Bright
- Che Bunce
- Danny Hay
- Chris Jackson
- Jeremy Brockie
- Jeremy Christie
- Scot Gemmill
- Heremaia Ngata
- Jeff Campbell
- Mark Burton
- Levent Osman
- Paul Urlovic
- Michael Utting
- Chad Coombes
- Raf de Gregorio
- Aaran Lines
- Michael Theoklitos
- Ivan Vicelich
- Jonathan Perry
- Noah Hickey
- Neil Emblen
- Grégory Duruz

## Logo du club

logo de Football Kingz (1999-2004)
Logo de New Zealand Knights (2005-2007)